# Гениятль
Гениятль (цез. ГенилI, авар. Ге́ниялъ) — село в Цунтинском районе Республики Дагестан. Административный центр Шаитлинского сельсовета.

## География
Село находится на берегу реки Шаитли, расстоянии 8,5 км к северо-западу от села Цунта, административного центра района.

## Население
| 1869 | 1888 | 1895 | 1926 | 1939 | 1970 | 1989 |
| ---- | ---- | ---- | ---- | ---- | ---- | ---- |
| 109  | ↗154 | ↘140 | ↘68  | ↗181 | ↘72  | ↗118 |
| 2002 | 2010 | 2021 |      |      |      |      |
| ↗162 | ↗174 | ↘130 |      |      |      |      |

### Национальный состав
По данным Всероссийской переписи населения 2010 года — моноэтническое дидойское село.

## Известные уроженцы
- Гаджиев, Нухидин Омарович (1962—1983) — советский военнослужащий, рядовой, Герой Российской Федерации.